# قائمة المهرجانات والمواسم الفنية في المغرب

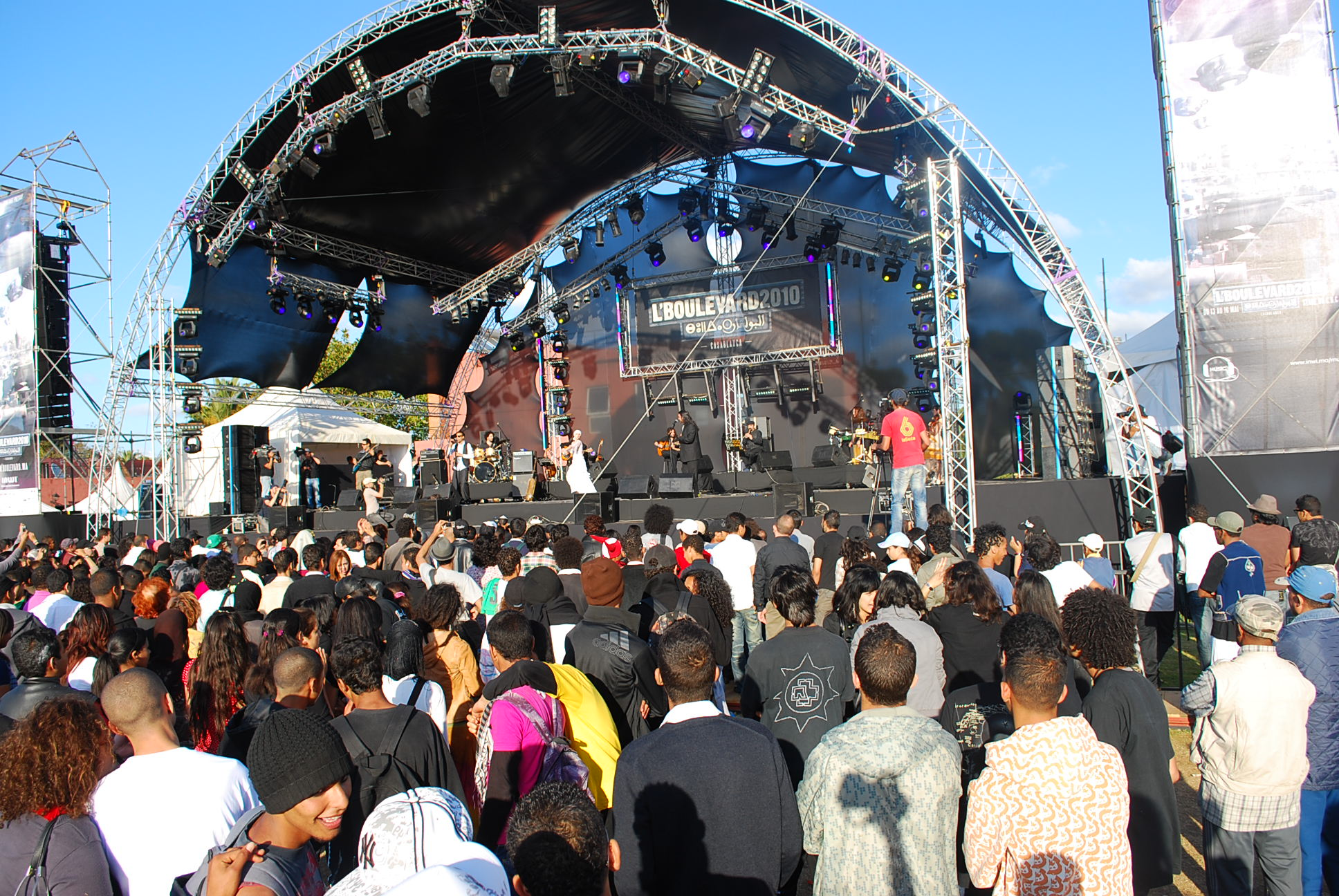
مهرجان البولڤار (الدار البيضاء)

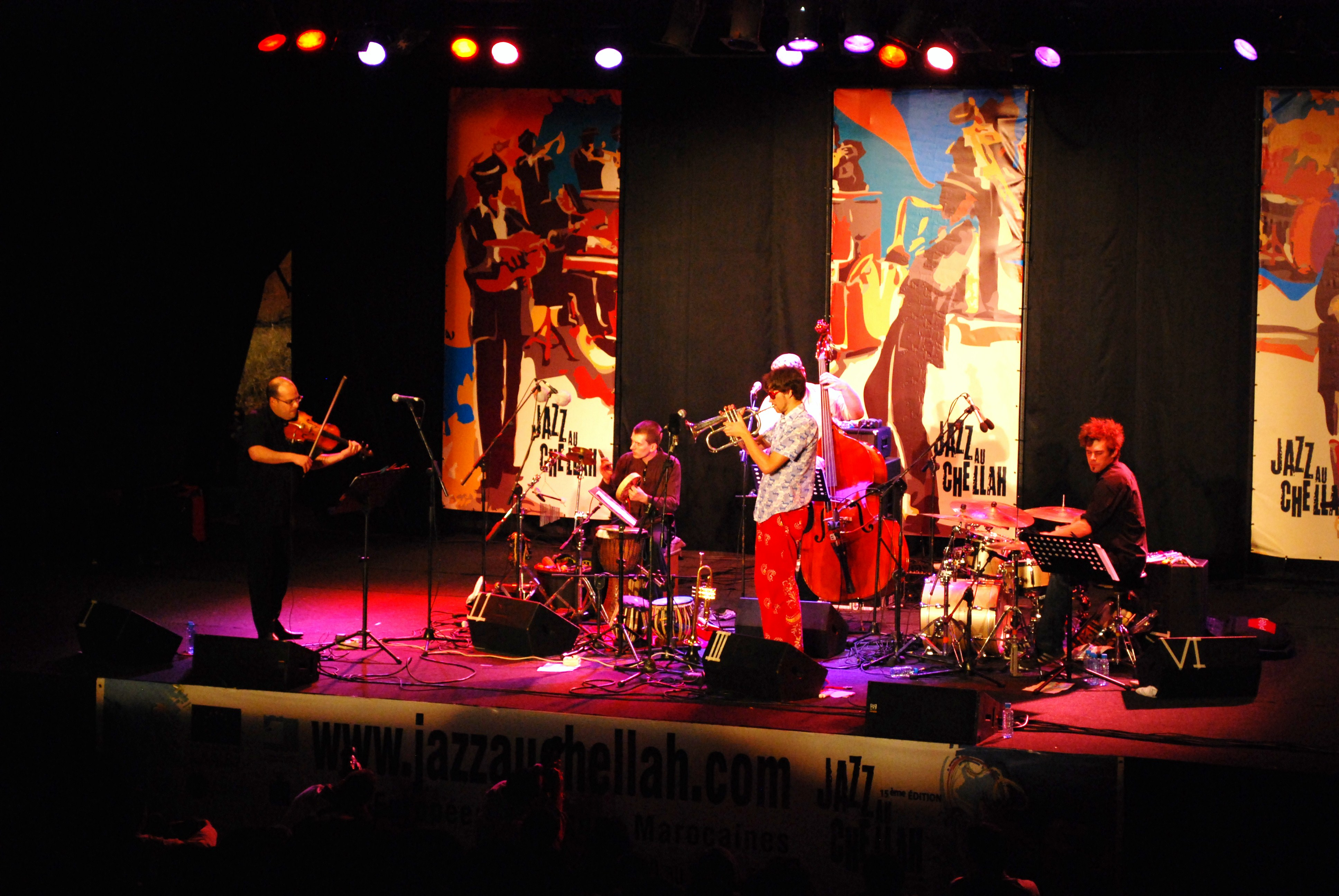
مهرجان جاز في شالة (الرباط)

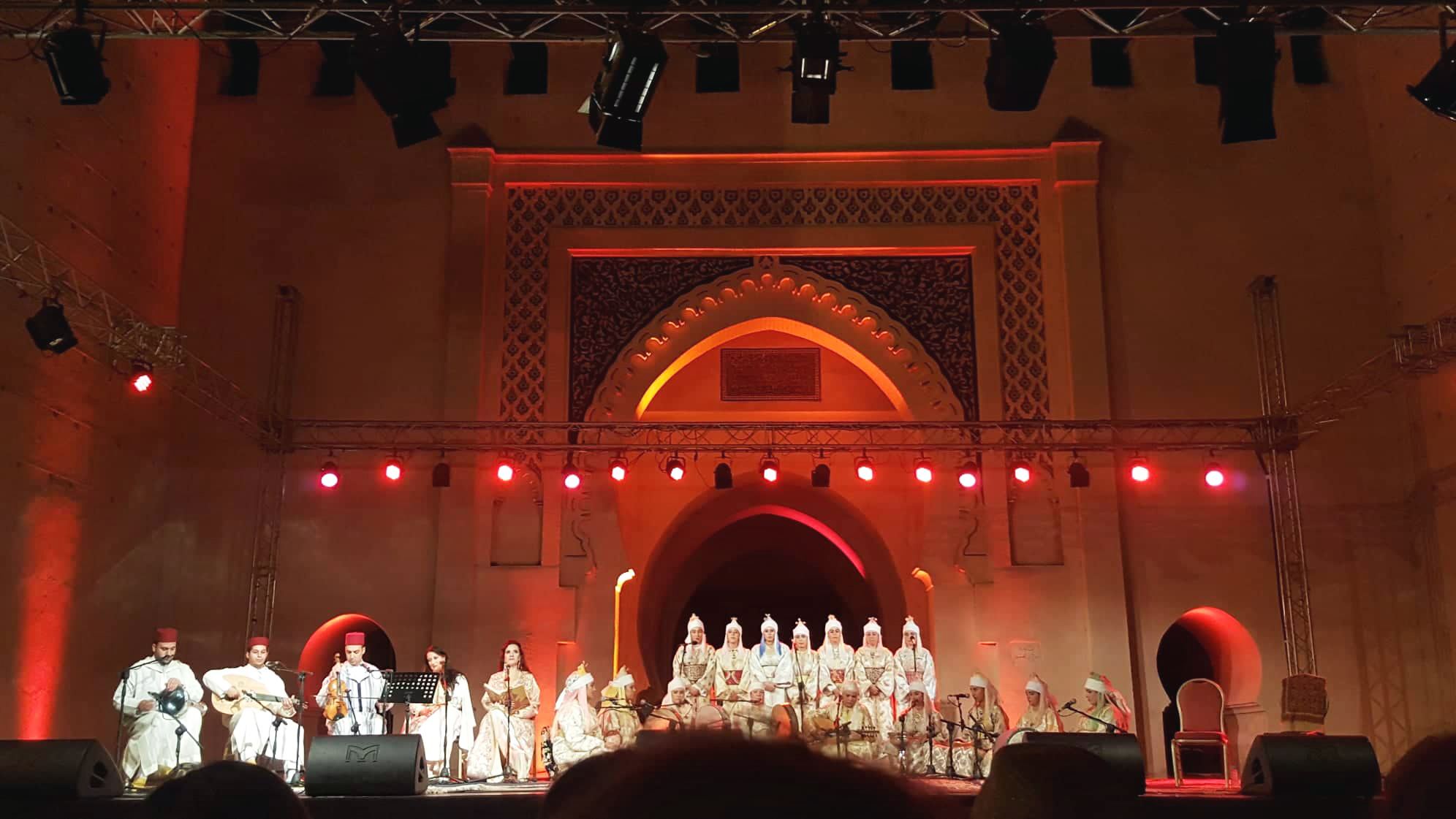
مهرجان الموسيقى الروحية (فاس)

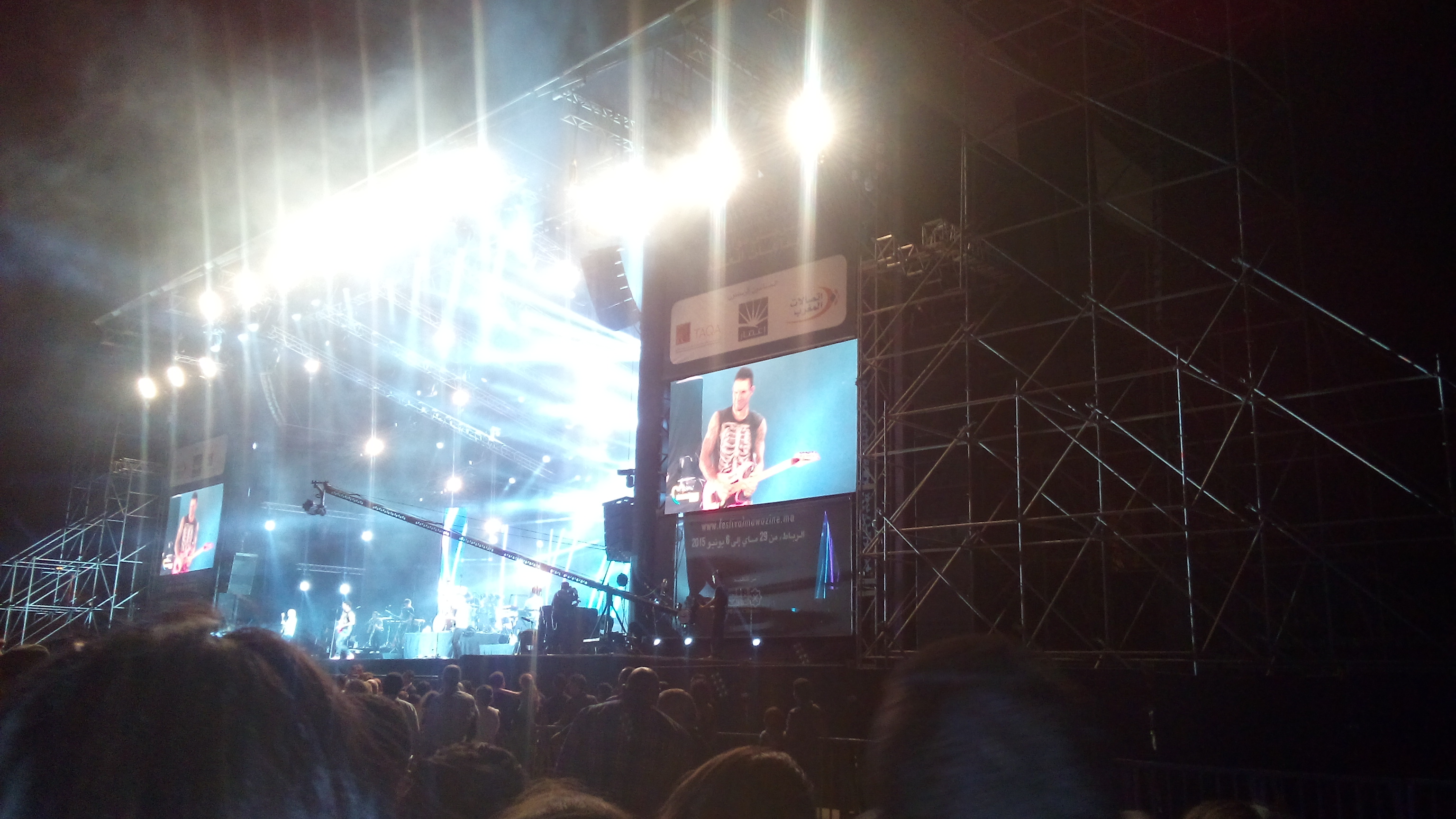
مهرجان موازين (الرباط)

تتعايش على أرض المغرب لغات وأعراق مختلفة ومتعددة. فاللغات تستعمل لأغراض تواصلية ،وظائف سوسيولسانية وثقافات مختلفة تكون الإرث الثقافي والحضاري للمملكة المغربية، فمنها الوطنية التي تتمثل في العربية الفصحى بوصفها اللغة الرسمية للدولة، والأمازيغية بتشكيلاتها الثلاث: تاريفيت، تامازيغت، تاشلحيت بالإضافة للدارجة المغربية بتقسيماتها اللهجية المختلفة.
ويزخر المغرب بالعديد من العادات والتقاليد المتوارثة أبا عن جد، باعتباره بلدا لالتقاء وتمازج الحضارات، تمازج أغنى الثقافة الوطنية وأعطى للمغرب خاصية متميزة افتتن بها أكثر من زائر، لكون عامل الاختلاف في الثقافة الوطنية أصبح عامل تقارب أكثر منه عامل تنافر، نظرا لانصهار هذا الاختلاف في بوتقة واحدة تسمى بالتقاليد المغربية العريقة. وحفاظا على هذا الإرث الثقافي المتميز، تُنظم بالمملكة المغربية العديد من المهرجانات الثقافية والمواسم الفنية نذكرها حسب التقسيم الإداري للجهات بالمغرب، على الشكل التالي:
| الجهة                      | المدينة                       | اسم المهرجان                                          | تاريخ التنظيم                                        |  |
| -------------------------- | ----------------------------- | ----------------------------------------------------- | ---------------------------------------------------- |  |
| جهة طنجة تطوان الحسيمة     | تطوان                         | المهرجان الدولي للعود                                 | شهر ماي                                              |  |
| جهة طنجة تطوان الحسيمة     | تطوان                         | مهرجان الفدان للمسرح                                  |                                                      |  |
| جهة طنجة تطوان الحسيمة     | تطوان                         | مهرجان تطوان لسينما بلدان البحر الأبيض المتوسط        |                                                      |  |
| جهة طنجة تطوان الحسيمة     | تطوان                         | مهرجان الأصوات النسائية                               |                                                      |  |
| جهة طنجة تطوان الحسيمة     | تطوان                         | حفل التضامن جمعية أصداء تطوانية                       |                                                      |  |
| جهة طنجة تطوان الحسيمة     | تطوان                         | المهرجان الدولي للرسوم المتحركة                       |                                                      |  |
| جهة طنجة تطوان الحسيمة     | شفشاون                        | ملتقى الأندلسيات                                      | * من 25 إلى 27 يونيو 2010 * من 19 إلى 21 يونيو 2009  |  |
| جهة طنجة تطوان الحسيمة     | شفشاون                        | مهرجان أليغريا الدولي                                 |                                                      |  |
| جهة طنجة تطوان الحسيمة     | شفشاون                        | المهرجان الدولي لأفلام البيئة                         |                                                      |  |
| جهة طنجة تطوان الحسيمة     | الحسيمة                       | مهرجان الحسيمة                                        | ما بين 28 يوليوز و4 غشت                              |  |
| جهة طنجة تطوان الحسيمة     | الحسيمة                       | مهرجان البحر الأبيض المتوسط في الحسيمة                |                                                      |  |
| جهة طنجة تطوان الحسيمة     | الحسيمة                       | مهرجان النكور                                         |                                                      |  |
| جهة طنجة تطوان الحسيمة     | الحسيمة                       | المهرجان الدولي للفيلم بالحسيمة                       |                                                      |  |
| جهة طنجة تطوان الحسيمة     | طنجة                          | مهرجان مرتيل للفيلم القصير                            |                                                      |  |
| جهة طنجة تطوان الحسيمة     | طنجة                          | المهرجان الوطني للفيلم                                |                                                      |  |
| جهة طنجة تطوان الحسيمة     | طنجة                          | مهرجان الفيلم المتوسطي القصير                         |                                                      |  |
| جهة طنجة تطوان الحسيمة     | طنجة                          | مهرجان طنجاز                                          |                                                      |  |
| جهة طنجة تطوان الحسيمة     | طنجة                          | مهرجان طنجة الدولي للشعر                              | شهر 11 / نوفمبر                                      |  |
| جهة طنجة تطوان الحسيمة     | أصيلة                         | مهرجان ماطا الدولي                                    |                                                      |  |
| جهة طنجة تطوان الحسيمة     | أصيلة                         | موسم النساء المبدعات في أصيلة                         |                                                      |  |
| جهة طنجة تطوان الحسيمة     | أصيلة                         | مهرجان الفيلم الوثائقي في أصيلة                       |                                                      |  |
| جهة طنجة تطوان الحسيمة     | القصر الكبير                  | مهرجان القصر الدولي للمسرح                            |                                                      |  |
| جهة الشرق                  | وجدة                          | مهرجان الطرب الغرناطي                                 | من 12 إلى 15 دجنبر 2019                              |  |
| جهة الشرق                  | وجدة                          | مهرجان السينما المغاربية                              |                                                      |  |
| جهة الشرق                  | وجدة                          | المهرجان الدولي للراي                                 |                                                      |  |
| جهة الشرق                  | تاوريرت                       | مهرجان وادزا الدولي                                   | منذ سنة 2017، يكمل شمعته الثامنة سنة 2024            |  |
| جهة الشرق                  | الدريوش                       | المهرجان الثقافي لمدينة الدريوش                       |                                                      |  |
| جهة الشرق                  | الناظور                       | مهرجان السينما و الذاكرة المشتركة                     |                                                      |  |
| جهة الشرق                  | فجيج                          | مهرجان ثقافات الواحات                                 | من 6 إلى 8 دجنبر 2019                                |  |
| بركان                      | مهرجان الفنون الشعبية الشرقية | من 30 غشت إلى 1 شتنبر 2019                            |                                                      |  |
| جهة فاس مكناس              | فاس                           | الملتقى الشعري بفاس                                   |                                                      |  |
| جهة فاس مكناس              | فاس                           | موسم مولاي إدريس الثاني                               |                                                      |  |
| جهة فاس مكناس              | فاس                           | موسم سيدي علي بوغالب                                  |                                                      |  |
| جهة فاس مكناس              | فاس                           | موسم سيدي أحمد التيجاني                               |                                                      |  |
| جهة فاس مكناس              | فاس                           | مهرجان فاس لفن الطبخ                                  |                                                      |  |
| جهة فاس مكناس              | فاس                           | مهرجان ربيع فاس                                       |                                                      |  |
| جهة فاس مكناس              | فاس                           | مهرجان فاس لطرب الملحون                               |                                                      |  |
| جهة فاس مكناس              | فاس                           | مهرجان الموسيقى الروحية                               |                                                      |  |
| جهة فاس مكناس              | فاس                           | مهرجان فاس للموسيقى الصوفية                           |                                                      |  |
| جهة فاس مكناس              | فاس                           | المهرجان الوطني لفن المبدع والسماع                    |                                                      |  |
| جهة فاس مكناس              | فاس                           | سباق فاس الدولي على الطريق                            |                                                      |  |
| جهة فاس مكناس              | فاس                           | مهرجان الوطني للفيلم التربوي بفاس                     |                                                      |  |
| جهة فاس مكناس              | مكناس                         | المهرجان الدولي للرسوم المتحركة                       |                                                      |  |
| جهة فاس مكناس              | مكناس                         | المهرجان الوطني للمسرح بمكناس                         | من 03 إلى 09 يونيو 2014 من * 02 إلى 09 يوليوز 2010 * |  |
| جهة فاس مكناس              | مكناس                         | مهرجان مكناس لآلة القانون                             |                                                      |  |
| جهة فاس مكناس              | مكناس                         | مهرجان مكناس الدولي للشعر في المباني التاريخية        |                                                      |  |
| جهة فاس مكناس              | مكناس                         | مهرجان وليلي الدولي                                   | من 16 إلى 20 يوليوز 2010 *من 17 إلى 21 يوليوز 2009   |  |
| جهة فاس مكناس              | مكناس                         | موسم سيدي علي بنحمدوش                                 | تاريخ التنظيم                                        |  |
| جهة فاس مكناس              | تازة                          | المهرجان الدولي لمسرح الطفل بتازة                     | * من 22 إلى 24 أبريل 2010 * من 16 إلى 18 أبريل 2009  |  |
| جهة فاس مكناس              | صفرو                          | مهرجان حب الملوك                                      |                                                      |  |
| جهة فاس مكناس              | صفرو                          | مهرجان فنون الجبال بتازوطة                            |                                                      |  |
| جهة فاس مكناس              | صفرو                          | مهرجان اهازيج للفنون الشعبية والتبوريدة               |                                                      |  |
| جهة فاس مكناس              | صفرو                          | المهرجان الوطني للبرقوق بعين تمكناي                   |                                                      |  |
| جهة فاس مكناس              | صفرو                          | مهرجان سينما الشعوب بإموزار كندر                      |                                                      |  |
| جهة فاس مكناس              | إفران                         | المهرجان الوطني لفن أحيدوس بعين اللوح                 | من 26 إلى 28 يوليوز 2019                             |  |
| جهة فاس مكناس              | إفران                         | مهرجان اخام انشادن بعين اللوح                         |                                                      |  |
| جهة فاس مكناس              | إفران                         | مهرجان العالم العربي للفيلم القصير بأزرو وإفران       |                                                      |  |
| جهة فاس مكناس              | بولمان                        | المهرجان الوطني ترزاف بسكورة                          |                                                      |  |
| جهة فاس مكناس              | تاونات                        | المهرجان الوطني لفنون العيطة الجبلية                  | من 15 إلى 17 يونيو 2019                              |  |
| جهة الرباط سلا القنيطرة    | الرباط                        | المهرجان الدولي للتراث الشفهي                         |                                                      |  |
| جهة الرباط سلا القنيطرة    | الرباط                        | مهرجان مغرب المديح بالرباط                            |                                                      |  |
| جهة الرباط سلا القنيطرة    | الرباط                        | مهرجان موازين                                         |                                                      |  |
| جهة الرباط سلا القنيطرة    | الرباط                        | مهرجان الرباط الدولي لسينما المؤلف                    | مابين 29 يناير و5 فبراير2016                         |  |
| جهة الرباط سلا القنيطرة    | الرباط                        | مهرجان جاز في شالة                                    |                                                      |  |
| جهة الرباط سلا القنيطرة    | الرباط                        | مهرجان أنديفيلم                                       |                                                      |  |
| جهة الرباط سلا القنيطرة    | سلا                           | موكب الشموع                                           |                                                      |  |
| جهة الرباط سلا القنيطرة    | سلا                           | مهرجان موازين                                         |                                                      |  |
| جهة الرباط سلا القنيطرة    | سلا                           | مهرجان القراصنة                                       |                                                      |  |
| جهة الرباط سلا القنيطرة    | سلا                           | المهرجان الدولي لفيلم المرأة                          |                                                      |  |
| جهة الرباط سلا القنيطرة    | سلا                           | مهرجان فلكلور الطفل                                   |                                                      |  |
| جهة الرباط سلا القنيطرة    | الخميسات                      | مهرجان الخميسات                                       |                                                      |  |
| جهة بني ملال خنيفرة        | خريبكة                        | المهرجان الوطني لعبيدات الرما بخريبكة                 | من 03 إلى 05 يوليوز 2010                             |  |
| جهة بني ملال خنيفرة        | خريبكة                        | مهرجان السينما الإفريقية بخريبكة                      |                                                      |  |
| جهة بني ملال خنيفرة        | خنيفرة                        | مهرجان خنيفرة للمسرح التجريبي                         |                                                      |  |
| جهة بني ملال خنيفرة        | خنيفرة                        | مهرجان إيزوران للثقافة الأمازيغية                     |                                                      |  |
| جهة الدار البيضاء سطات     | الدار البيضاء                 | مهرجان الدار البيضاء                                  |                                                      |  |
| جهة الدار البيضاء سطات     | الدار البيضاء                 | مهرجان جازبلانكا                                      |                                                      |  |
| جهة الدار البيضاء سطات     | الدار البيضاء                 | مهرجان الدار البيضاء الدولي للمسرح                    |                                                      |  |
| جهة الدار البيضاء سطات     | الدار البيضاء                 | المهرجان الدولي لفن الفيديو بالدار البيضاء            |                                                      |  |
| جهة الدار البيضاء سطات     | الدار البيضاء                 | مهرجان الثقافة الحضرية على المنصة                     |                                                      |  |
| جهة الدار البيضاء سطات     | الدار البيضاء                 | مهرجان الدار البيضاء الدولي للضحك                     |                                                      |  |
| جهة الدار البيضاء سطات     | الدار البيضاء                 | مهرجان روافد                                          |                                                      |  |
| جهة الدار البيضاء سطات     | الدار البيضاء                 | لبولفار                                               |                                                      |  |
| جهة الدار البيضاء سطات     | الدار البيضاء                 | المهرجان الوطني للزجل بن سليمان                       | * من 12 إلى 14 نونبر 2010 * من 14 إلى 15 نونبر 2009  |  |
| جهة الدار البيضاء سطات     | بوزنيقة                       | موسم العنب                                            |                                                      |  |
| جهة الدار البيضاء سطات     | سطات                          | مهرجان المسرح الفردي                                  |                                                      |  |
| جهة الدار البيضاء سطات     | سطات                          | مهرجان الخلخال لمسرح الشارع                           |                                                      |  |
| جهة الدار البيضاء سطات     | سطات                          | مهرجان ناس الفرجة                                     |                                                      |  |
| جهة الدار البيضاء سطات     | سطات                          | الملتقـى التشكيلي الدولي نوافــذ                      |                                                      |  |
| جهة الدار البيضاء سطات     | الجديدة وأزمور                | مهرجان الصيف الموسيقي للشباب                          | ما بين 26 و 28 يوليـوز 2005                          |  |
| جهة الدار البيضاء سطات     | الجديدة وأزمور                | مهرجان الجدران في أزمور                               |                                                      |  |
| جهة الدار البيضاء سطات     | الجديدة وأزمور                | المهرجان الدولي للحلقة والفنون الشعبية                |                                                      |  |
| جهة الدار البيضاء سطات     | الجديدة وأزمور                | موسم مولاي عبد الله أمغار                             |                                                      |  |
| جهة الدار البيضاء سطات     | الجديدة وأزمور                | معرض الخيول بالجديدة                                  |                                                      |  |
| جهة مراكش آسفي             | مراكش                         | المهرجان الدولي للفيلم بمراكش                         |                                                      |  |
| جهة مراكش آسفي             | مراكش                         | مهرجان مراكش للضحك                                    | في شهر 6 من كل سنة                                   |  |
| جهة مراكش آسفي             | مراكش                         | المهرجان الوطني للفنون الشعبية بمراكش                 |                                                      |  |
| جهة مراكش آسفي             | آسفي                          | مهرجان العيطة                                         | * من 22 إلى 24 يونيو 2010 * من 24 إلى 26 يوليوز 2009 |  |
| جهة مراكش آسفي             | الصويرة                       | مهرجان كناوة وموسيقى العالم                           |                                                      |  |
| جهة مراكش آسفي             | الصويرة                       | موسم رجراجة                                           |                                                      |  |
| جهة مراكش آسفي             | الصويرة                       | مهرجان ربيع الأليزي                                   |                                                      |  |
| جهة مراكش آسفي             | الصويرة                       | مهرجان الأندلسيات الأطلسية بالصويرة                   |                                                      |  |
| جهة مراكش آسفي             | الصويرة                       | موسم حمادشة بالصويرة                                  |                                                      |  |
| جهة درعة تافيلالت          | عين اللوح                     | مهرجان أحيدوس                                         | * من 29 إلى 31 يوليوز 2010 * من 01 إلى 03 غشت 2009   |  |
| جهة درعة تافيلالت          | قلعة مغونة                    | مهرجان الورود في قلعة مكونة                           |                                                      |  |
| جهة درعة تافيلالت          | قلعة مغونة                    | المهرجان الدولي للمظلات بقلعة مكونة                   |                                                      |  |
| جهة درعة تافيلالت          | أرفود                         | المعرض الدولي للتمور بالمغرب                          |                                                      |  |
| جهة درعة تافيلالت          | الرشيدية                      | ملتقى سجلماسة لفن الملحون                             | * من 28 إلى 30 ماي 2010 * من 26 إلى 28 يونيو 2009    |  |
| جهة درعة تافيلالت          | ميدلت                         | مهرجان فن الشعر والغناء الأمازيغي                     |                                                      |  |
| جهة درعة تافيلالت          | زاكورة                        | المهرجان ماجيك درعة الدولي للموسيقى الإفريقية بزاكورة |                                                      |  |
| جهة درعة تافيلالت          | زاكورة                        | المهرجان العربي الإفريقي للفيلم الوثائقي بزاكورة      |                                                      |  |
| جهة درعة تافيلالت          | زاكورة                        | المهرجان الدولي للمسرح بزاكورة                        |                                                      |  |
| جهة درعة تافيلالت          | زاكورة                        | المهرجان الدولي للفيلم عبر الصحراء بزاكورة            |                                                      |  |
| جهة درعة تافيلالت          | زاكورة                        | المهرجان الدولي للرحل بزاكورة                         |                                                      |  |
| جهة درعة تافيلالت          | ورزازات                       | المهرجان الوطني للفيلم الأمازيغي                      |                                                      |  |
| جهة درعة تافيلالت          | ورزازات                       | المهرجان الوطني لفنون أحواش                           | من 27 إلى 29 يونيو 2019                              |  |
| جهة سوس ماسة               | الدشيرة                       | المهرجان الوطني لفن الروايس                           | من 12 إلى 14 دجنبر 2019                              |  |
| جهة سوس ماسة               | أيت ملول                      | مهرجان سوس الدولي للفيلم القصير                       |                                                      |  |
| جهة سوس ماسة               | إنزكان                        | مهرجان أزنزار ن تازنزارت                              |                                                      |  |
| جهة سوس ماسة               | إنزكان                        | ملتقى سوس الدولي لفنون الخط المغربي                   |                                                      |  |
| جهة سوس ماسة               | إنزكان                        | مهرجان كرنفال بيلماون بودماون                         |                                                      |  |
| جهة سوس ماسة               | إنزكان                        | مهرجان إنزكان للفيليم القصير                          |                                                      |  |
| جهة سوس ماسة               | أكادير                        | مهرجان تيميتار                                        |                                                      |  |
| جهة سوس ماسة               | أكادير                        | حفل التسامح                                           |                                                      |  |
| جهة سوس ماسة               | أكادير                        | مهرجان تالبرجت للقيتارة                               |                                                      |  |
| جهة سوس ماسة               | أكادير                        | المهرجان الدولي السينما والهجرة                       |                                                      |  |
| جهة سوس ماسة               | أكادير                        | المهرجان الدولي للشريط الوثائقي                       |                                                      |  |
| جهة سوس ماسة               | أكادير                        | ربيع المغرب التشكيلي                                  |                                                      |  |
| جهة سوس ماسة               | أكادير                        | مهرجان للضحك فقط                                      |                                                      |  |
| جهة سوس ماسة               | أكادير                        | المهرجان الوطني للمسرح الأمازيغي                      |                                                      |  |
| جهة سوس ماسة               | بيوڭرى                        | مهرجان بيوڭرى الوطني لسينما الشباب                    |                                                      |  |
| جهة سوس ماسة               | بيوڭرى                        | مهرجان إموريك                                         |                                                      |  |
| جهة سوس ماسة               | تافراوت                       | مهرجان تيفاوين                                        |                                                      |  |
| جهة سوس ماسة               | تارودانت                      | المهرجان الوطني للدقة والإيقاعات                      | من 4 إلى 6 يوليوز 2019                               |  |
| جهة سوس ماسة               | تارودانت                      | ملتقى الفن الكناوي                                    | من 29 إلى 30 يونيو 2019                              |  |
| جهة سوس ماسة               | تارودانت                      | الملتقى السنوي للتبوريدة                              | من 10 إلى 19 يوليوز 2019                             |  |
| جهة سوس ماسة               | تيزنيت                        | مهرجان تيميزار للفضة                                  | من 18 إلى 22 يوليوز 2019                             |  |
| جهة سوس ماسة               | تيزنيت                        | مهرجان أمزاد للتراث الموسيقي                          |                                                      |  |
| جهة سوس ماسة               | تيزنيت                        | ملتقى أفولاي للمسرح الأمازيغي                         |                                                      |  |
| جهة كلميم واد نون          | كلميم                         | مهرجان أسبوع الجمل                                    | من 20 إلى 27 يوليوز 2019                             |  |
| جهة كلميم واد نون          | كلميم                         | مهرجان أهازيج وادنون                                  | من 06 إلى 08 نونبر 2018                              |  |
| جهة العيون الساقية الحمراء | العيون                        | المهرجان الدولي روافد أزوان                           |                                                      |  |
| جهة العيون الساقية الحمراء | طرفاية                        | المهرجان الدولي لطرفاية                               |                                                      |  |
| جهة العيون الساقية الحمراء | السمارة                       | مهرجان الْمَحْصَرْ للثقافة والتراث الحساني                 | من 13 إلى 14 يونيو 2019                              |  |
| جهة العيون الساقية الحمراء | السمارة                       | مهرجان السمارة للضحك                                  | من 06 إلى 07 نونبر 2019                              |  |
| جهة الداخلة وادي الذهب     | الداخلة                       | المهرجان الوطني للأغنية الحسانية                      | من 25 إلى 27 يوليوز 2019                             |  |
| جهة الداخلة وادي الذهب     | الداخلة                       | المهرجان الدولي للسينما بالداخلة                      |                                                      |  |
| جهة الداخلة وادي الذهب     | الداخلة                       | مهرجان البحر والصحراء                                 |                                                      |  |
| جهة بني ملال خنيفرة        | بني ملال                      | مهرجان تاصميت للسينما والنقد                          | من 26 إلى 29 أبريل                                   |  |
| جهة بني ملال خنيفرة        | بني ملال                      | مهرجان عين أسردون للفنون التشكيلية                    | شهر مارس                                             |  |

## وصلات خارجية
- قائمة المهرجانات الثقافية على الموقع الرسمي لوزارة الثقافة والشباب والرياضة - قطاع الثقافة